# スーパーサタデー (買い物)
スーパーサタデー（英: Super Saturday）またはパニックサタデー（英: Panic Saturday）は、クリスマス前の最後の土曜日に行われる。アメリカ合衆国の小売業者にとって主要な収益の日であり、ブラックフライデーから始まるショッピングシーズンの終わりを示している。スーパーサタデーは土曜日の買い物客をターゲットにしている。通常、この日は、クリスマスとホリデーシーズンの他のどの日よりも多くの収益を上げるために、バーゲンセールが行われる。
スーパーサタデーはアメリカ合衆国において公式の祝日ではないが、ブラックフライデー、スモールビジネスサタデー、サイバーマンデーなど、広く知られている他のショッピングデーのグループに分類される。

## 販売
アメリカ合衆国においてスーパーサタデーは通常、小売売上高で約150億ドルになる。店舗は互いの競争に勝つために、店の商品を大幅に値引き、セールを行う。また、顧客を引き付けて衝動買いを促進するために営業時間を延長する。アメリカ合衆国においてスーパーサタデーは、小売店のホリデーセールの売り上げのかなりの部分を占めている。2006年の調査によると、12月21日から24日までの売上はホリデーシーズンの売上の13.6％を占めている。さらに、一部の企業は、スーパーサタデーの売り上げが、売り上げの60％を占めている。
顧客を引き付けるために、店舗は小売シーズンのこれらの重要な日に営業時間を延長することがよくある。一部の店舗では、クリスマスイブまで終日営業を続けている。店にいる顧客が少ない時に、時間の余裕を持ち、レジ係の作業負荷を分散する事を望んでいる。店舗は、スーパーサタデーの典型的な顧客の人出を2倍または3倍と予測しているため、多くの店舗は需要に対応できるよう、これらの重要な日にスタッフを増やしている。

## 買い物客
買い物客の需要があるため、この日は通常、小売業者にとってかなりの収益を上げる。2009年のレポートによると、12月中旬までに、米国のすべての消費者の半数以上がまだホリデーショッピングをする必要があると回答している。一方で、一部の専門家は、消費者の約40％が2009年のスーパーサタデーまでにホリデーショッピングを開始していないと予測した。一部の顧客は、年の初めに店舗へのアクセスを妨げている物としてフルタイムの仕事を挙げている。ザ・クリスマス・ハウスのキャシー・バーグは「(買い物客にとって)外に出て買い物をする最後のチャンス」であるため、この日は重要であると述べている。
ただし、割引が利用できるため、一部の買い物客は意図的にスーパーサタデーまで、買い物を終えるのを待つ。休日の購入を行うために最終土曜日まで待つ別の理由には、購入が予算内にあることを確認することが含まれる。他の顧客は、小売りの休日に関連する長蛇の列と大勢の人混みを避けるために、より早い段階で買い物をすることを選択する。
ブラックフライデーとは異なり、オンラインショッピングは通常、小売店の顧客へのアクセスを侵害しない。スーパーサタデーはクリスマスに近いため、買い物客は通常、休日に間に合うように購入品が到着できない可能性があるため、オンラインで取引を行うことを躊躇する。ただし、これが常に当てはまるとは限らない。2009年12月の北米の猛吹雪の際に起こったように、顧客が店舗にアクセスできない場合、ギフトを購入する時間がほとんどない顧客はオンラインで買い物をする事を強制される可能性がある。

## その他のスーパーサタデー
- スーパーサタデーは、関連するイベントが多数開催される土曜日にも使用できる。例えば、ユーロビジョン・ソング・コンテストではほとんどの放送局が国内決勝戦を開催する土曜日は、スーパーサタデーとして宣言されることがよくある[10]。
- 全米オープンテニスの最終土曜日は「スーパーサタデー」と呼ばれている。
- このフレーズは、英国のメディアによって、2019年10月19日の土曜日に、欧州連合を離脱するためのボリス・ジョンソンの撤退合意が議会で敗北したことを指すためにも使用された[11]。